# Mario Theodoli
Mario Theodoli (* 1601 in Rom; † 27. Juni 1650 ebenda) war ein italienischer Kardinal.

## Leben
Er war der Sohn von Teodolo Theodoli, Marchese von San Vito, und dessen Ehefrau Flavia Fani. Ein späterer Verwandter ist der Kardinal Augusto Theodoli. In seiner Jugend studierte  Mario Theodoli Rechtswissenschaften in Rom und wurde Referendar an den Gerichtshöfen der Apostolischen Signatur. Im Januar 1626 war er Abbreviator. Am 8. Dezember desselben Jahres wurde er zum Gouverneur der Stadt Terni bestellt, von November 1627 bis November 1628 übte er das gleiche Amt in Cesena aus, und vom Dezember 1628 bis 1629 in Orvieto. Nachdem er von Juni 1633 bis Juni 1633 nochmals Gouverneur – diesmal in Viterbo – gewesen war, kaufte er 1638, den Gebräuchen seiner Zeit entsprechend, ein Amt in der Apostolischen Kammer. Im Jahr 1642 findet Mario Theodoli sich als Apostolischer Protonotar participantium und ordentlicher Richter an der römischen Kurie; in demselben Jahr wurde er Auditor der Apostolischen Kammer.

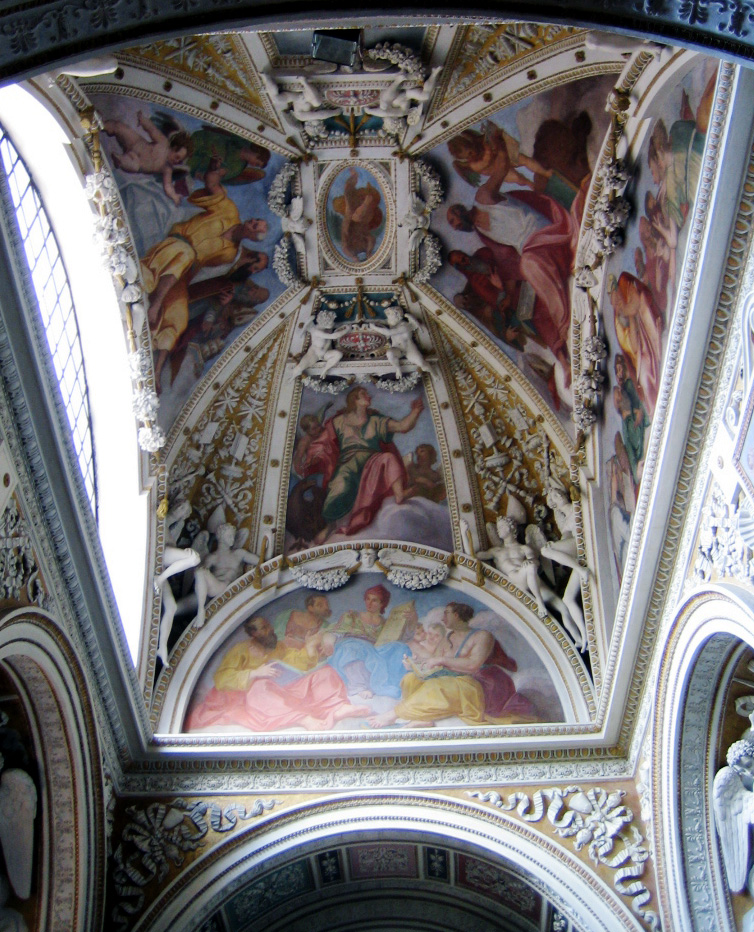
Theodoli-Kapelle in Santa Maria del Popolo (Rom)

Papst Urban VIII. kreierte Mario Theodoli im Konsistorium vom 13. Juli 1643 zum Kardinal. Als Kardinalpriester empfing er aus den Händen des Papstes am 31. August 1643 den Kardinalshut und die Titelkirche Sant’Alessio. Als Kardinal nahm Mario Theodoli am Konklave 1644 teil, bei dem Papst Innozenz X. gewählt wurde. Kardinal Theodoli wurde Minister Frankreichs beim Heiligen Stuhl, als Kardinal Alessandro Bichi abwesend war.
Am 17. Oktober 1644 wurde Mario Theodoli zum Bischof von Imola erwählt. Die Bischofsweihe spendete ihm am 27. Dezember 1644 Kardinal Ciriaco Rocci, Mitkonsekratoren waren Bischof Alfonso Gonzaga und Erzbischof Giacomo Theodoli, Bischof von Forlì. Bereits am 19. Februar 1646 resignierte er jedoch aus Gesundheitsgründen auf die Diözese Imola. Am 28. Januar 1649 wechselte er zur Titelkirche Santa Maria del Popolo.
Mario Theodoli starb am frühen Abend des 27. Juni 1650 in Rom und wurde in seiner Titelkirche Santa Maria del Popolo beigesetzt.